# John Ostrom
John H. Ostrom (New York, 1928. február 18. – Litchfield, Connecticut, 2005. július 16.) amerikai őslénykutató, aki az 1960-as években forradalmasította a dinoszauruszokról alkotott modern elképzelést, mikor bebizonyította, hogy ezek az állatok sokkal közelebb álltak a nagy röpképtelen madarakhoz, mint a hüllőkhöz. Ezt az elméletet elsőként Thomas Henry Huxley vetette fel az 1860-as években, de kevés támogatóra talált.
Ostrom legkorábbi, az Archaeopteryxről szóló, átfogó alapokra épülő oszteológiai és filogenetikai ismertetője 1976-ban jelent meg. A hosszú évekig tartó elkeseredett viták után keserédes reakciót váltott ki belőle a kínai tollas dinoszauruszok felfedezése.

## Korai évek és karrier
New Yorkban született és a tanulmányait a Union College-ben kezdte meg. Úgy tervezte, hogy apjához hasonlóan orvos lesz, de miután elolvasta George Gaylord Simpson The Meaning of Evolution (Az evolúció jelentősége) című könyvét, meggondolta magát. A Columbia Universityn tanult tovább Edwin H. Colberttel (a Coelophysys felfedezőjével). 1952-ben házasságot kötött Nancy Grace Hartmannel (aki 2003-ban elhunyt). Két lányuk született Karen és Alicia.
Ostrom egy évig tanított a Brooklyn College-ben, majd miután öt évet töltött el a Beloit College-ben, a Yale-re távozott. A Yale-en, professzorként eltöltött évek alatt lett a Peabody Természetrajzi Múzeum (Peabody Museum of Natural History) gerinces őslénytani vezető kurátora. A múzeum jelentős fosszília gyűjteményét Othniel Charles Marsh kezdte el összegyűjteni, a 19. század második felében. A Connecticut állambeli Lichfieldben hunyt el 77 éves korában, Alzheimer-kór következtében.

## ADeinonychusmeleg vérűsége
Az általa 1964-ben felfedezett Deinonychus egyike az őslénytan történetében tett legjelentősebb felfedezéseknek. A Deinonychus egy aktív ragadozó volt, amely rávetette magát áldozatára, majd sarló alakú lábkarmaival felhasítva, illetve döfködve megölte az állatot. Az aktív életmódra többek között bizonyítékul szolgálnak azok a hosszú ínszalagok, amik a farok mentén futottak végig, jó egyensúlyt biztosítva futás és ugrás közben. A következtetést, miszerint legalább néhány dinoszaurusznem magas metabolikus aránnyal rendelkezett, és így részben meleg vérű volt, tanítványa, Robert T. Bakker népszerűsítette, megváltoztatva a századforduló óta uralkodó nézetet, ami alapján a dinoszauruszokat lassú, hideg vérű gyíkoknak tartották.
A dinoszauruszokról alkotott elképzelés megváltozása egyaránt kihatással volt a professzionális dinoszaurusz illusztrátorok munkájára és a nyilvánosságra. A felfedezésnek köszönhetően megkezdődött a „dinoszaurusz-reneszánsz”, melyet Bakker jelentett be 1975-ben, a Scientific American című folyóiratban, a megújult vitákkal kapcsolatban, amelyek hatására megnövekedett az őslénytan iránti érdeklődés, és számos, a dinoszauruszokat érintő újdonság látott napvilágot.

## AzArchaeopteryxés a repülés eredete, valamint aHadrosauruscsordák
Ostrom érdeklődése a dinoszaurusz–madár kapcsolat iránt a haarlemi Archaeopteryx tanulmányozásával kezdődött. Az 1855-ös felfedezést először tévesen a Pterodactylus crassipes példányának tekintették, és a hollandiai Teylers Múzeumban hevert mindaddig, amíg Ostrom 1970-ben egy újságcikkben (majd 1972-ben készített leírásában) helyesen a madarak egyik legelső képviselőjeként azonosította. A Hadrosaurus fosszilizálódott lábnyomait megvizsgálva megállapította, hogy az úgynevezett kacsacsőrű dinoszauruszok csordákban közlekedtek.

## Fordítás
- Ez a szócikk részben vagy egészben  a   John Ostrom című angol Wikipédia-szócikk ezen változatának fordításán alapul.  Az eredeti cikk szerkesztőit annak laptörténete sorolja fel. Ez a jelzés csupán a megfogalmazás eredetét és a szerzői jogokat jelzi, nem szolgál a cikkben szereplő információk forrásmegjelöléseként.